# Włodzimierz Wolfarth
Włodzimierz Wolfarth (urodzony jako Włodzimierz von Wolfarth; urodził się 26 maja 1906 r. w Demnie, pow. brzeżański, zmarł 25 września 1960 r. w Krakowie) – polski prawnik, specjalista w zakresie historii prawa. Pracownik naukowo-dydaktyczny Wydziału Prawa i Administracji Uniwersytetu Jagiellońskiego; doktor nauk prawnych. Pracownik i wicedyrektor Biblioteki Jagiellońskiej. Przed II wojną światową, wraz z ojcem Taudeuszem, był właścicielem majątków Hucisko Nowe, Demnia i Podwysokie, w powiecie brzeżańskim w województwie tarnopolskim.

## Publikacje
Ascripticii w Polsce (1959)